# محوطه سیمیار ۲
محوطه سیمیار ۲ مربوط به دوران‌های تاریخی پس از اسلام است و در شهرستان قزوین، روستای سیمیار واقع شده و این اثر در تاریخ ۳ بهمن ۱۳۷۹ با شمارهٔ ثبت ۳۰۱۷ به‌عنوان یکی از آثار ملی ایران به ثبت رسیده است.